# Orbiana
Orbiana, Gneia Seia Herennia Sallustia Barbia Orbiana (daty urodzin i śmierci – nieznane) – małżonka cesarza Aleksandra Sewera.
Była córką senatora Luciusa Seiusa Sallustiusa i w 225 poślubiła cesarza Aleksandra Sewera, będąc dzięki temu podniesiona do godności augusty. Według Herodiana (Historia cesarstwa rzymskiego VI 1,9-10) jej ojciec wskutek intryg matki młodego cesarza, Julii Mamei, został w 227 skazany na śmierć pod zarzutem próby zamordowania cesarza. W następstwie tego i wobec biernej postawy męża ona sama została oddalona i zesłana na wygnanie do Afryki (Libii).
Mimo usunięcia jej imienia z oficjalnych napisów wskutek nakazanej damnatio memoriae, pełne jej nazwisko przekazała zachowana w Mauretanii inskrypcja dedykacyjna. Dość rzadkie monety bite w jej imieniu ujawniają stosowaną tytulaturę cesarzowej. Zwraca uwagę fakt, iż w całości przeważają liczniejsze od cesarskich autonomiczne emisje miejskie małoazjatyckiego mennictwa prowincjonalnego.  